# Greene megye (Mississippi)
Greene megye az Amerikai Egyesült Államokban, azon belül Mississippi államban található. Megyeszékhelye és legnagyobb városa Leakesville. Lakosainak száma 13 530 fő (2020. április 1.). Greene megye Wayne, George, Perry, Washington és Mobile megyékkel határos.

## Népesség
A megye népességének változása:
| Lakosok száma | 14 405 | 14 288 | 14 300 | 14 244 | 13 522 | 13 530 |
|               | 2010   | 2011   | 2012   | 2013   | 2015   | 2020   |